# 1994 PM14
1994 PM14 är en asteroid i huvudbältet som upptäcktes den 10 augusti 1994 av den belgiske astronomen Eric W. Elst vid La Silla-observatoriet.
Den tillhör asteroidgruppen Nysa.